# Сунто (уезд)
Сунто (яп. 駿東郡 Сунто-гун) уезд расположен в префектуре Сидзуока, Япония.
По оценкам на 1 апреля 2017 года, население составляет 94,095 человек, площадь 171.18 км², плотность 550 человек / км².

## Посёлки и сёла
- Ояма
- Симидзу
- Нагаидзуми